# Francês médio
Francês médio (em francês: "moyen français") é a designação de uma divisão histórica da língua francesa que abrange o período do século XIV ao início do XVII. É um período de transição durante o qual:
- a língua francesa tornou-se claramente diferenciada das outras línguas ílis concorrentes, que às vezes são incluídas no conceito de francês antigo (l'ancien français)
- a língua francesa foi imposta como a língua oficial do reino da França no lugar do latim e de outras línguas íl e occitana
- o desenvolvimento literário do francês preparou o vocabulário e a gramática para o francês clássico (le français classique) falado nos séculos XVII e XVIII.

O francês médio, e mais ainda para o final do período, é mais compreensível para quem fala francês moderno, ao contrário do francês antigo anterior.